# 1247
Il 1247 (MCCXLVII in numeri romani) è un anno  del XIII secolo.

## Eventi
2 luglio - Ha inizio l'assedio di Parma ad opera di Federico II di Svevia, che durerà circa un anno, fino al 18 febbraio 1248.

## Nati
- Giovanni da Montecorvino, missionario e arcivescovo cattolico italiano († 1328)
- Giovanni I di Hainaut, nobile olandese († 1304)
- Isabella d'Aragona, principessa († 1271)
- Isabella di Lussemburgo, marchesa († 1298)
- Margherita da Cortona, religiosa italiana († 1297)
- Isabella Mortimer, nobile britannica († 1292)
- Ottone I di Nassau, nobile tedesco
- Remigio dei Girolami, religioso italiano († 1319)
- Lapo degli Uberti, politico e poeta italiano († 1312)
- Rashid al-Din Hamadani, storico, funzionario e medico persiano († 1318)
- Iolanda di Borgogna-Nevers, nobile francese († 1280)
- Todros ben Yehudah ha-Lewi Abu l-A'fiya, poeta spagnolo († 1305)

## Morti
- 3 gennaio - Vladislao di Boemia (n. 1227)
- 12 febbraio - Ermesinda di Lussemburgo, contessa (n. 1186)
- 16 febbraio - Enrico Raspe, nobile tedesco
- 25 febbraio - Enrico IV di Limburgo, nobile
- 2 maggio - Richard de Bures, cavaliere medievale francese
- 10 giugno - Rodrigo Jiménez de Rada, vescovo cattolico spagnolo (n. 1170)
- 16 giugno - Manfredo da Cornazzano, politico e generale italiano
- 8 luglio - Mōri Suemitsu, militare giapponese (n. 1202)
- 27 dicembre - Ermanno II di Weimar-Orlamünde, nobile tedesco
- Aldrighetto Campo, vescovo cattolico italiano
- Corrado I di Polonia, nobile polacco (n. 1187)
- Enrico III da Egna, nobile italiano (n. 1215)
- Guido da Cortona, presbitero italiano (n. 1187)
- Tomoe Gozen, militare giapponese
- Ardengo Trotti, vescovo cattolico italiano

## Calendario
| Calendario 1247 | Calendario 1247 | Calendario 1247 | Calendario 1247 | Calendario 1247 | Calendario 1247 | Calendario 1247 | Calendario 1247 | Calendario 1247 | Calendario 1247 | Calendario 1247 | Calendario 1247 | Calendario 1247 | Calendario 1247 | Calendario 1247 | Calendario 1247 | Calendario 1247 | Calendario 1247 | Calendario 1247 | Calendario 1247 | Calendario 1247 | Calendario 1247 | Calendario 1247 | Calendario 1247 | Calendario 1247 | Calendario 1247 | Calendario 1247 | Calendario 1247 | Calendario 1247 | Calendario 1247 | Calendario 1247 | Calendario 1247 | Calendario 1247 |
| --------------- | --------------- | --------------- | --------------- | --------------- | --------------- | --------------- | --------------- | --------------- | --------------- | --------------- | --------------- | --------------- | --------------- | --------------- | --------------- | --------------- | --------------- | --------------- | --------------- | --------------- | --------------- | --------------- | --------------- | --------------- | --------------- | --------------- | --------------- | --------------- | --------------- | --------------- | --------------- | --------------- |
|                 | 1               | 2               | 3               | 4               | 5               | 6               | 7               | 8               | 9               | 10              | 11              | 12              | 13              | 14              | 15              | 16              | 17              | 18              | 19              | 20              | 21              | 22              | 23              | 24              | 25              | 26              | 27              | 28              | 29              | 30              | 31              |                 |
| Gennaio         | Ma              | Me              | Gi              | Ve              | Sa              | Do              | Lu              | Ma              | Me              | Gi              | Ve              | Sa              | Do              | Lu              | Ma              | Me              | Gi              | Ve              | Sa              | Do              | Lu              | Ma              | Me              | Gi              | Ve              | Sa              | Do              | Lu              | Ma              | Me              | Gi              |                 |
| Febbraio        | Ve              | Sa              | Do              | Lu              | Ma              | Me              | Gi              | Ve              | Sa              | Do              | Lu              | Ma              | Me              | Gi              | Ve              | Sa              | Do              | Lu              | Ma              | Me              | Gi              | Ve              | Sa              | Do              | Lu              | Ma              | Me              | Gi              |                 |                 |                 |                 |
| Marzo           | Ve              | Sa              | Do              | Lu              | Ma              | Me              | Gi              | Ve              | Sa              | Do              | Lu              | Ma              | Me              | Gi              | Ve              | Sa              | Do              | Lu              | Ma              | Me              | Gi              | Ve              | Sa              | Do              | Lu              | Ma              | Me              | Gi              | Ve              | Sa              | Do              |                 |
| Aprile          | Lu              | Ma              | Me              | Gi              | Ve              | Sa              | Do              | Lu              | Ma              | Me              | Gi              | Ve              | Sa              | Do              | Lu              | Ma              | Me              | Gi              | Ve              | Sa              | Do              | Lu              | Ma              | Me              | Gi              | Ve              | Sa              | Do              | Lu              | Ma              |                 |                 |
| Maggio          | Me              | Gi              | Ve              | Sa              | Do              | Lu              | Ma              | Me              | Gi              | Ve              | Sa              | Do              | Lu              | Ma              | Me              | Gi              | Ve              | Sa              | Do              | Lu              | Ma              | Me              | Gi              | Ve              | Sa              | Do              | Lu              | Ma              | Me              | Gi              | Ve              |                 |
| Giugno          | Sa              | Do              | Lu              | Ma              | Me              | Gi              | Ve              | Sa              | Do              | Lu              | Ma              | Me              | Gi              | Ve              | Sa              | Do              | Lu              | Ma              | Me              | Gi              | Ve              | Sa              | Do              | Lu              | Ma              | Me              | Gi              | Ve              | Sa              | Do              |                 |                 |
| Luglio          | Lu              | Ma              | Me              | Gi              | Ve              | Sa              | Do              | Lu              | Ma              | Me              | Gi              | Ve              | Sa              | Do              | Lu              | Ma              | Me              | Gi              | Ve              | Sa              | Do              | Lu              | Ma              | Me              | Gi              | Ve              | Sa              | Do              | Lu              | Ma              | Me              |                 |
| Agosto          | Gi              | Ve              | Sa              | Do              | Lu              | Ma              | Me              | Gi              | Ve              | Sa              | Do              | Lu              | Ma              | Me              | Gi              | Ve              | Sa              | Do              | Lu              | Ma              | Me              | Gi              | Ve              | Sa              | Do              | Lu              | Ma              | Me              | Gi              | Ve              | Sa              |                 |
| Settembre       | Do              | Lu              | Ma              | Me              | Gi              | Ve              | Sa              | Do              | Lu              | Ma              | Me              | Gi              | Ve              | Sa              | Do              | Lu              | Ma              | Me              | Gi              | Ve              | Sa              | Do              | Lu              | Ma              | Me              | Gi              | Ve              | Sa              | Do              | Lu              |                 |                 |
| Ottobre         | Ma              | Me              | Gi              | Ve              | Sa              | Do              | Lu              | Ma              | Me              | Gi              | Ve              | Sa              | Do              | Lu              | Ma              | Me              | Gi              | Ve              | Sa              | Do              | Lu              | Ma              | Me              | Gi              | Ve              | Sa              | Do              | Lu              | Ma              | Me              | Gi              |                 |
| Novembre        | Ve              | Sa              | Do              | Lu              | Ma              | Me              | Gi              | Ve              | Sa              | Do              | Lu              | Ma              | Me              | Gi              | Ve              | Sa              | Do              | Lu              | Ma              | Me              | Gi              | Ve              | Sa              | Do              | Lu              | Ma              | Me              | Gi              | Ve              | Sa              |                 |                 |
| Dicembre        | Do              | Lu              | Ma              | Me              | Gi              | Ve              | Sa              | Do              | Lu              | Ma              | Me              | Gi              | Ve              | Sa              | Do              | Lu              | Ma              | Me              | Gi              | Ve              | Sa              | Do              | Lu              | Ma              | Me              | Gi              | Ve              | Sa              | Do              | Lu              | Ma              |                 |